# Eric Marcotte
Eric Marcotte (Marquette, Michigan, 8 de febrer de 1980) és un ciclista estatunidenc, professional des del 2013. Actualment corre a l'equip Cylance Cycling. Del seu palmarès destaca el Campionat nacional en ruta de 2014.

## Palmarès
- 2010
  - Vencedor d'una etapa a la Valley of the Sun Stage Race
- 2011
  - Vencedor d'una etapa a la Valley of the Sun Stage Race
- 2012
  - 1r al Critèrium de Doylestown
  - Vencedor d'una etapa a la Valley of the Sun Stage Race
  - Vencedor d'una etapa a la Joe Martin Stage Race
  - Vencedor d'una etapa a la Tulsa Tough
- 2014
  -  Campió dels Estats Units en ruta
  - Vencedor d'una etapa a la Volta a la Independència Nacional
  - Vencedor de 2 etapes a la Cascade Cycling Classic
- 2015
  -  Campió dels Estats Units en Critèrium
- 2016
  - 1r al Critèrium de Doylestown
  - Vencedor d'una etapa a la Valley of the Sun Stage Race
  - Vencedor d'una etapa del Tour de Gila